# Latrodectus antheratus
Latrodectus antheratus is een spinnensoort in de taxonomische indeling van de kogelspinnen (Theridiidae).
Het dier behoort tot het geslacht Latrodectus. De wetenschappelijke naam van de soort werd voor het eerst geldig gepubliceerd in 1932 door Badcock.